# NGC 3382

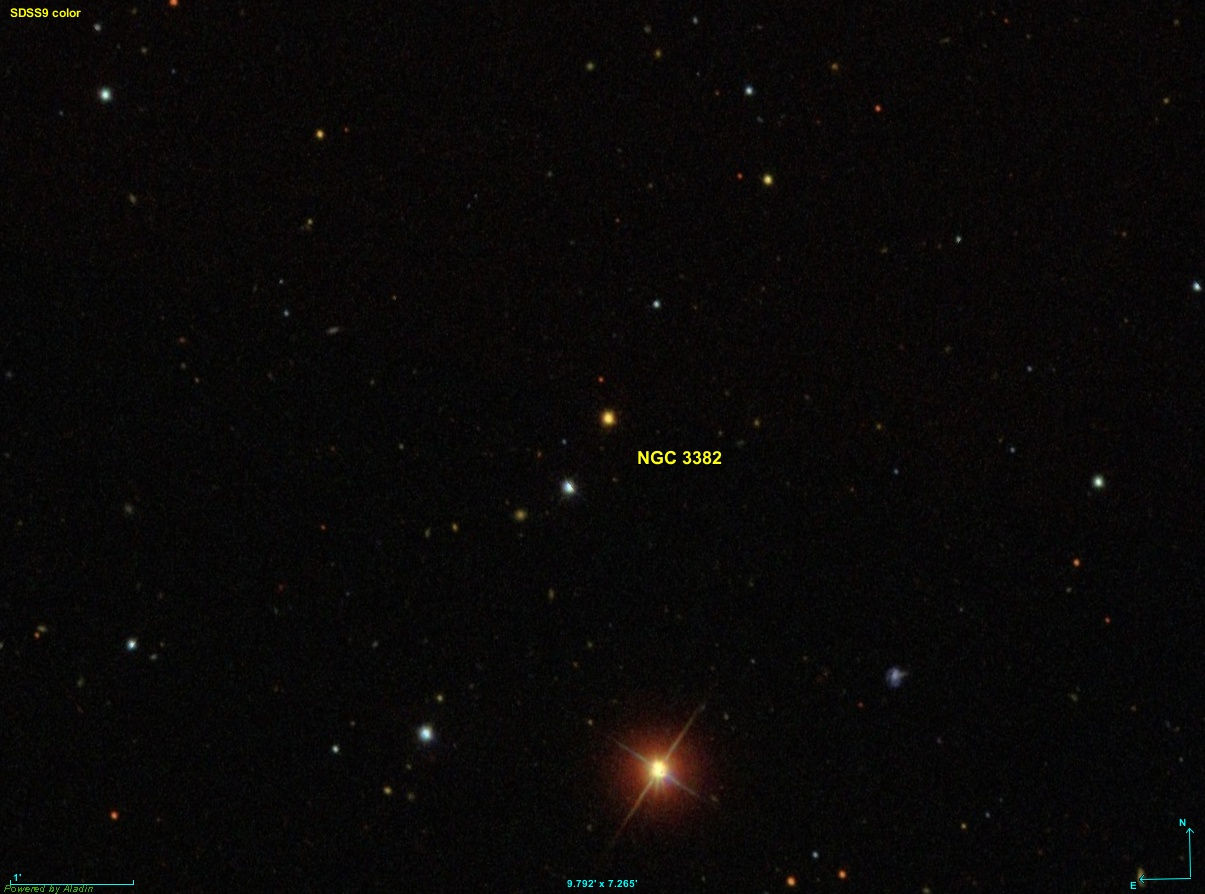
NGC 3382

NGC 3382は、こじし座にある2つの恒星を指す。	1874年4月5日に、ローレンス・パーソンズ（第4代ロス伯爵）によって発見された。ニュージェネラルカタログでは、「暗く、小さく、不規則に丸い、小さな星団か？」と記されている。